# Route Catalane C-13
La C-13 est une route autonome catalane qui relie Lleida à Esterri d'Àneu près de la frontière française. 
Elle est sous forme de voie rapide pour le contournement de Lleida. Elle contourne la ville par le sud-est en connectant la pénétrante-est (LL-11) et la pénétrante-sud (LL-12).
Elle dessert tous le sud-est de Lleida ainsi que les petites communes aux alentours et les zones d'activités.

## Tracé
- Elle débute au sud de Lleida où elle se déconnecte de la LL-12 qui pénètre par le sud depuis l'AP-2.
- Elle contourne La Bordeta par le sud avant de se connecter à la LL-11 au niveau de la zone industrielle el Segre à l'est de la ville.